# Sówki (Lelkowo)
Sówki (deutsch Schönfeld) ist ein Ort in der polnischen Woiwodschaft Ermland-Masuren innerhalb der Landgemeinde Lelkowo (Lichtenfeld) im Powiat Braniewski (Kreis Braunsberg). Bis 1945 gehörte er zum Kreis Heiligenbeil in Ostpreußen.

## Geographische Lage
Sówki liegt neun Kilometer südlich der polnisch-russischen Staatsgrenze (EU-Außengrenze) im Nordwesten der Woiwodschaft Ermland-Masuren, 24 Kilometer südöstlich der früheren und heute auf russischem Staatsgebiet gelegenen Kreisstadt Heiligenbeil (russisch Mamonowo) bzw. 29 Kilometer östlich der heutigen Kreismetropole Braniewo (deutsch Braunsberg).

## Geschichte
1407 war das Jahr der urkundlichen Ersterwähnung des Dorfes Schönfeldtt, das nach 1629 Schönfeldt, nach 1651 Schönefeld und nach 1820 Schönfeld hieß. Im Jahre 1874 wurde die Landgemeinde Schönfeld in den neu errichteten Amtsbezirk Schönwalde (polnisch Grabowiec) im ostpreußischen Kreis Heiligenbeil, Regierungsbezirk Königsberg, aufgenommen.
351 Einwohner waren im Jahre 1910 in Schönfeld ansässig. Ihre Zahl belief sich 1933 auf 326 und 1939 auf 304.
Als 1945 in Kriegsfolge Ostpreußen an die Sowjetunion und an Polen fiel, gehörte Schönfeld zum polnischen Gebiet. Das Dorf erhielt die polnische Namensform „Sówki“ und ist heute eine Ortschaft innerhalb der Gmina Lelkowo (Landgemeinde Lichtenfeld) im Powiat Braniewski (Kreis Braunsberg), von 1975 bis 1998 der Woiwodschaft Elbląg, seither der Woiwodschaft Ermland-Masuren zugehörig.

## Religion
Bei fast ausnahmslos evangelischer Bevölkerung war Schönfeld vor 1945 in das Kirchspiel der Kirche Tiefensee (polnisch Głębock) in der Kirchenprovinz Ostpreußen der Kirche der Altpreußischen Union eingegliedert.
Die mehrheitlich römisch-katholische Einwohnerschaft Sówkis ist heute nach Zagaje (Hasselpusch) im Dekanat Pieniężno (Mehlsack) im Erzbistum Ermland eingepfarrt.

## Verkehr
Sówki liegt an der alten deutschen Reichsstraße 126, die einst von Alt Christburg  (polnisch Stary Dzierzgoń) über Königsberg (Preußen) bis nach Groß Skaisgirren (1938 bis 1945 Kreuzingen, russisch Bolschakowo) in der heutigen Oblast Kaliningrad verlief, heute als polnische Woiwodschaftsstraße 510 bereits an der russischen Grenze endet.
Eine Bahnanbindung besteht nur noch über das weit entfernte Pieniężno (Mehlsack) an der Bahnstrecke Olsztyn Gutkowo–Braniewo, die bis 1945 von Königsberg (Preußen) über Zinten bis nach Göttkendorf und Allenstein geführt wurde und in Lichtenfeld (polnisch Lelkowo) die nächste Bahnstation hatte.